# Сельчук, Мюнир Нуреттин
Мюнир Нуреттин Сельчук (1900 или 1901 — 27 апреля 1981) — турецкий певец и композитор. Отец певца Тимура Сельчука.

## Биография
Родился в 1900 или 1901 году в стамбульском районе Сарыер в семье преподавателя Стамбульского университета Мехмета Нуреттина и его жены Фатмы Ханифе. В 1915-18 годах занимался в музыкальном обществе Дарюль Фейзи. Также учился в военном училище Согукчешме и лицее Кадыкёй Султани. После этого изучал в Венгрии сельское хозяйство.
Вернувшись в 1917 году в Османскую империю, поступил в Стамбульскую консерваторию. Среди его учителей были Зекаизаде Ахмет Ырсой и Бестенигар Зия-бей. В 1920 году сочинил первую поэму, которая была посящена поэту Тевфику Фикрету.
С 1923 года выступал в качестве солиста. Учился в Париже. После возвращения написал ряд композиций на стихи Яхьи Кемаля.
С 1953 года преподавал в Стамбульской консерватории. Помимо этого писал песни, а также провёл более 300 концертов, которые помимо Турции прошли также в ряде других стран, среди них были Египет, Ирак, Сирия, Венгрия, Австрия и Великобритания. Был лично знаком с египетскими исполнителями Мухаммедом Ваххабом и Умм Кульсум.
Писал музыку для ряда турецких и египетских фильмов, также неоднократно снимался.
Умер 27 апреля 1981 года в Стамбуле. Похоронен на кладбище Ашиян.

### Личная жизнь
В 1928 году женился на Энисе Ханым. Затем женился второй раз, его новой супругой стала Шехиме Эртан. В первом браке родился дочь Мерал, во втором — двое сыновей, Тимур и Селим. Первый из них также стал композитором.